# Semu
Semu ist die Bezeichnung einer Gruppe von altägyptischen Totengottheiten, die im Mittleren Reich belegt sind.
Die dienenden Sem-Gottheiten wurden im Zusammenhang eines Pflanzenfeldes erwähnt, in welchem sie sich aufhielten, ohne genaue Kenntnis darüber zu haben, wo sich das Pflanzenfeld befand. Die Namen der dienenden Sem-Gottheiten blieben unbekannt, da ihre Identität geheim (im Verborgenen) gehalten wurde. 
Der Weg des Verstorbenen führte ihn zum Pflanzenfeld, in welchem sich die dienenden Sem-Gottheiten aufhielten. 